# Oodemas
Oodemas är ett släkte av skalbaggar. Oodemas ingår i familjen vivlar.

## Dottertaxa tillOodemas, i alfabetisk ordning[1]
- Oodemas aelosoma
- Oodemas aenescens
- Oodemas aequale
- Oodemas affine
- Oodemas angustum
- Oodemas apionoides
- Oodemas borrei
- Oodemas breviscapum
- Oodemas brunneum
- Oodemas chrysodorum
- Oodemas corticis
- Oodemas costatum
- Oodemas crassicorne
- Oodemas cupreum
- Oodemas dilatipes
- Oodemas dubiosum
- Oodemas erro
- Oodemas flexirostre
- Oodemas graciliforme
- Oodemas grande
- Oodemas halekalae
- Oodemas halticoides
- Oodemas hawaiiense
- Oodemas infernum
- Oodemas insulare
- Oodemas konanum
- Oodemas laysanensis
- Oodemas leiothorax
- Oodemas longicorne
- Oodemas longirostre
- Oodemas mauiense
- Oodemas molokaiense
- Oodemas montanum
- Oodemas multiforme
- Oodemas neckeri
- Oodemas nitidissimum
- Oodemas nivicola
- Oodemas oblongum
- Oodemas obscurum
- Oodemas olindae
- Oodemas pachysoma
- Oodemas palikeum
- Oodemas paludicola
- Oodemas parallelum
- Oodemas pulchrum
- Oodemas puncticolle
- Oodemas punctulatissimum
- Oodemas purpurascens
- Oodemas ramulorum
- Oodemas robustum
- Oodemas rubicola
- Oodemas sculpturatum
- Oodemas solidum
- Oodemas striatipenne
- Oodemas striatum
- Oodemas substrictum
- Oodemas tardum
- Oodemas viridipenne